# Megaclia catharina
Megaclia catharina är en mångfotingart som beskrevs av Carl Graf Attems 1951. Megaclia catharina ingår i släktet Megaclia och familjen Siphonotidae. Inga underarter finns listade i Catalogue of Life.